# Joan Horrach
Joan Horrach Ripoll (født 27. marts 1974) er en spansk professionel cykelrytter, som cykler for det professionelle cykelhold Team Katusha.